# Sven Hultin

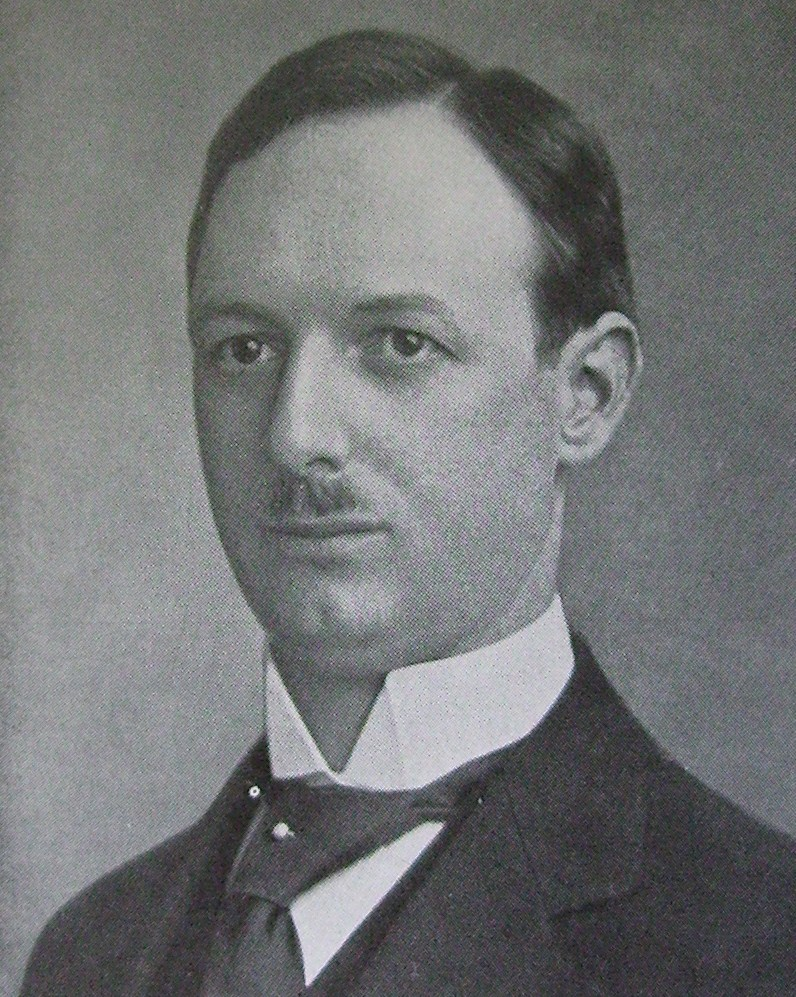
Sven Hultin 1937

Sven Hultin (* 12. Oktober 1889 in Fässberg, Göteborgs och Bohus län; † 28. Januar 1952 in Göteborg) war ein schwedischer Bauingenieur und Pionier der Geotechnik sowie Kommunalpolitiker in Göteborg.

## Leben
Hultin besuchte bis zum Abitur 1908 die Höhere Lateinschule in Göteborg und studierte danach bis zum Diplom 1912 an der Technischen Hochschule Chalmers in Göteborg. Danach war er Ingenieur bei der Hafenverwaltung in Göteborg. Gleichzeitig war er Assistent (für Brückenbau und Wasserbau) und ab 1920  Professor für Wasserbau und Straßenbau an der Technischen Hochschule Chalmers, ab 1949 für Baustatik. Er war dort 1933 bis 1943 Rektor. Gleichzeitig war er 1920 bis zu seinem Tod beratender Ingenieur in Göteborg unter anderem für Brückenbau.
1944 wurde er Ehrendoktor der Königlich Technischen Hochschule Stockholm. 1942 bis 1952 war er Leiter des staatlichen Forschungsrats und des staatlichen Komitees für Bauforschung.
Hultin war Mitglied der Königlich Schwedischen Akademie der Ingenieurwissenschaften und der Kungliga Vetenskaps- och Vitterhetssamhället i Göteborg. Er war auch in zahlreichen kommunalen und kirchlichen Einrichtungen aktiv, war Kirchenrat und zeitweise Leiter des Domkapitels, Leiter des Stadtrats (Stadsfullmäktige) in Göteborg (1927 bis 1930 und 1935 bis 1943) und 1927 bis 1930 und 1935 bis 1937 Wahlmann für die erste Kammer des schwedischen Reichstags.
Seit 1922 war er mit der Arzttochter Margit Wetterqvist verheiratet.

## Werk
Schweden spielte eine wichtige Rolle in der Entwicklung der frühen Geotechnik, bedingt insbesondere durch das häufige Vorkommen mariner eiszeitlicher Tone. Ausgangspunkt waren dabei zahlreiche Erdrutsche in Tonböden insbesondere an den zentralen Eisenbahnlinien, was in einer staatlichen Kommission vom Stockholmer Professor Wolmar Fellenius untersucht wurde (Abschlussbericht 1922), und das Abrutschen mehrerer Kai-Anlagen (zum Beispiel der Stigberg Kai im Hafen von Göteborg 1916), den Hultin und Knut Petterson (1881–1966) untersuchten. Knut E. Petterson war Offizier und  Leiter des Hafenbaus in Göteborg, unter dem Hultin damals als Ingenieur angestellt war. Die beiden stellten fest, dass im Ton (im Gegensatz zu für den Entwurf damals zugrundegelegten den Erfahrungen in Sand) näherungsweise kreisförmige Gleitflächen auftraten und entwickelten das Gleitkreisverfahren  für die Böschungsstabilität. Allerdings analysierten sie den Böschungsbruch im Ton wie damals üblich noch einfach wie in Sandböden mit einem Reibungswinkel nach Coulomb, den sie aus dem vermessenen Böschungsbruch zu 9 Grad berechneten, im Gegensatz zu den damals üblicherweise angenommenen 20 oder mehr Grad (mit geraden Böschungsbruchflächen, aus den Erfahrungen mit rolligem Material).
Der Report von Petterson und Hultin wurde von der 1916 eingesetzten Kommission für den Wiederaufbau der Kaianlagen zugrunde gelegt. In der Kommission saßen Hafenbauexperten wie der Professor an der TH Braunschweig Max Möller oder der Chef des Hafenbaus in Rotterdam H. van Ysselstein sowie Fellenius aus Stockholm und Petterson. Vor dem Bau neuer Kaianlagen nach den revidierten Entwurfsvorschriften wurde außerdem ein Belastungstest im Originalmaßstab durchgeführt. Die Spundwand am Wasser bestand aus Beton mit Holzkonstruktionen dahinter.
Entsprechend den in der Kommission gewonnenen Erfahrungen korrigierte Möller die von ihm zuvor publizierten Erddrucktabellen in einer zweiten Auflage 1922.  Fellenius übernahm die Gleitkreismethode in mehreren Veröffentlichungen ab 1918, wandte sie in der Analyse von Rutschungen in Ton für die schwedische Eisenbahn an (Abschlussbericht 1922)  und in seinem Buch Erdstatische Berechnungen von 1926. Zusätzlich zum Ansatz eines Reibungswinkels berücksichtigte er auch die Kohäsion. Petterson berichtet in seinem Geotechnique Aufsatz, dass sein Nachfolger Torsten Hultin die Rutschungen unter Ansatz von Kohäsion 1937 nachrechnete und zu ähnlichen Ergebnissen für den Sicherheitsfaktor kam.
Organisiert wurde die Geotechnik in Schweden durch eine Abteilung bei der Straßenbauverwaltung ab 1936 unter Walter Kjellman, aus der 1944 das Schwedische Geotechnische Institut wurde (SGI). 1950 wurde die Schwedische Geotechnische Gesellschaft gegründet.